# Icteridae
Icteridae este o familie de păsări paseriforme de dimensiuni mici și medii, adesea colorate, care trăiesc în America de Nord și de Sud.

## Taxonomie
Grupul de familii a fost introdus în 1825 ca o subfamilie Icterina de către zoologul irlandez Nicholas Vigors. El a plasat subfamilia în familia Sturnidae a graurilor. O analiză filogenetică a familiilor de paseriforme realizată de Carl Oliveros și colaboratorii săi, publicată în 2019, a constatat că familia Icteridae era soră cu familia Icteriidae și că, împreună, aceste două familii formau o cladă soră cu familia Parulidae a papagalilor din Lumea Nouă.
|  | Parulidae – (120 specii)                                 |
|  |                                                          |
|  | \| \| Icteriidae \| \| \| \| \| \| Icteridae \| \| \| \| |
|  |                                                          |
|  | Icteriidae                                               |
|  |                                                          |
|  | Icteridae                                                |
|  |                                                          |

|  | Icteriidae |
|  |            |
|  | Icteridae  |
|  |            |

### Specii

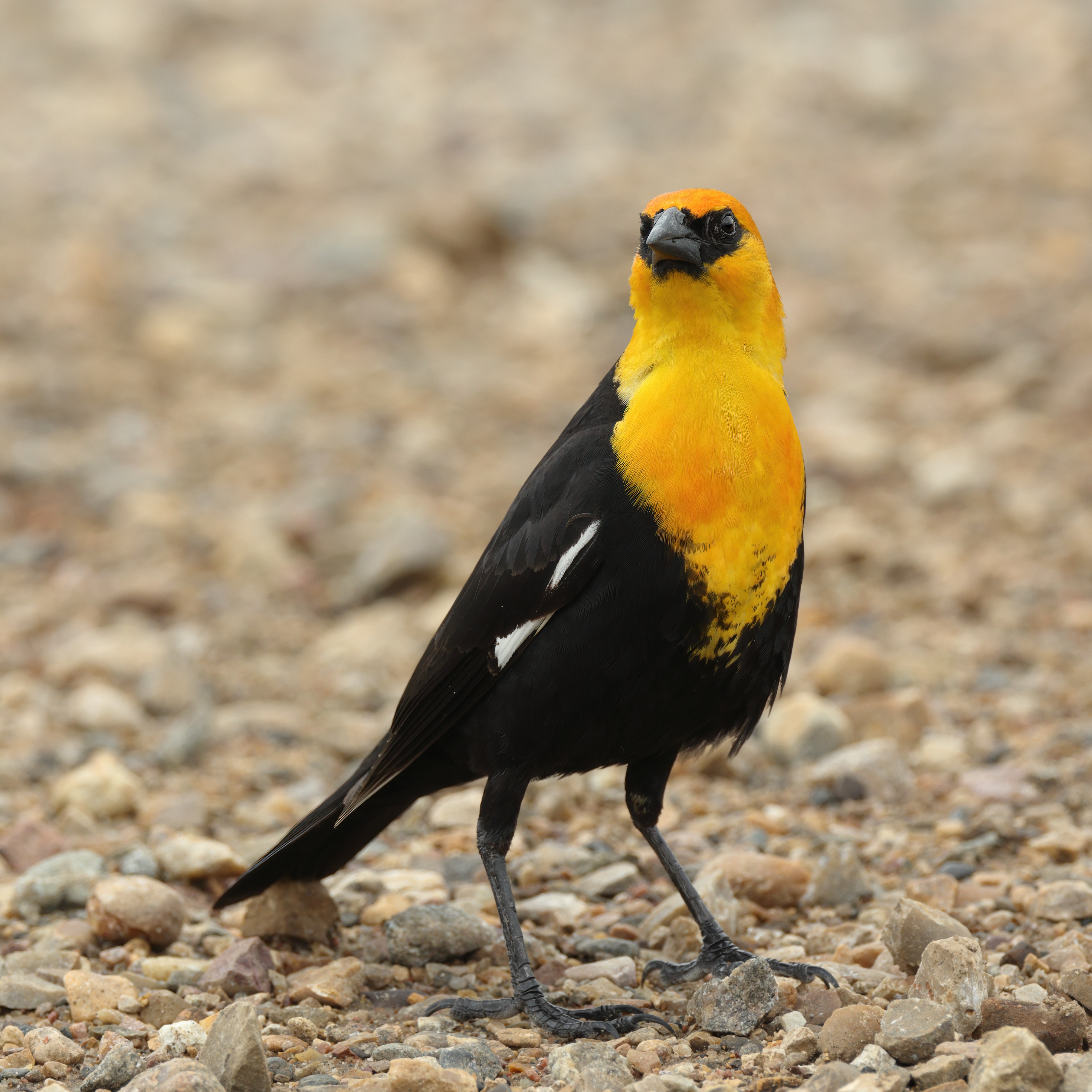
Xanthocephalus xanthocephalus

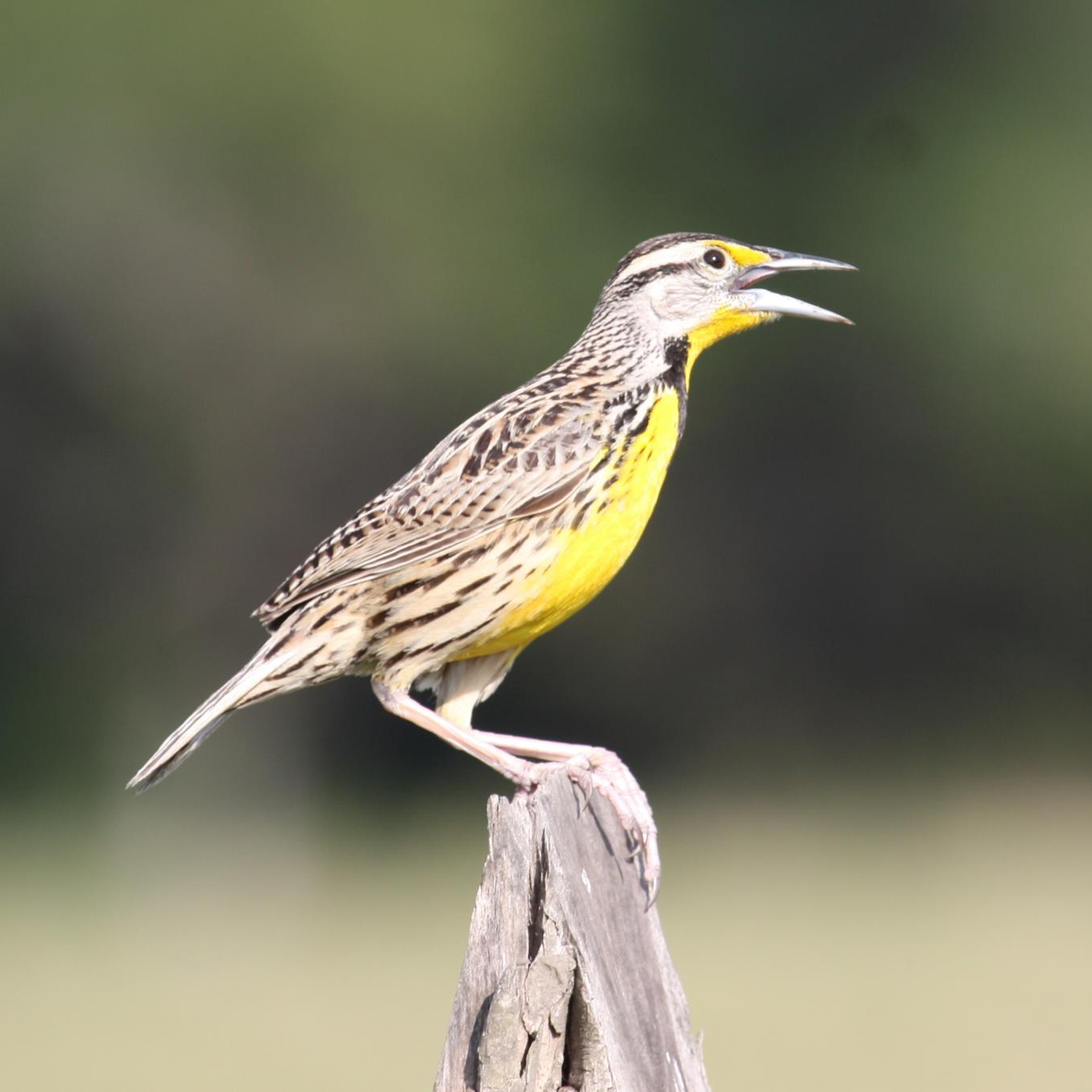
Sturnella magna

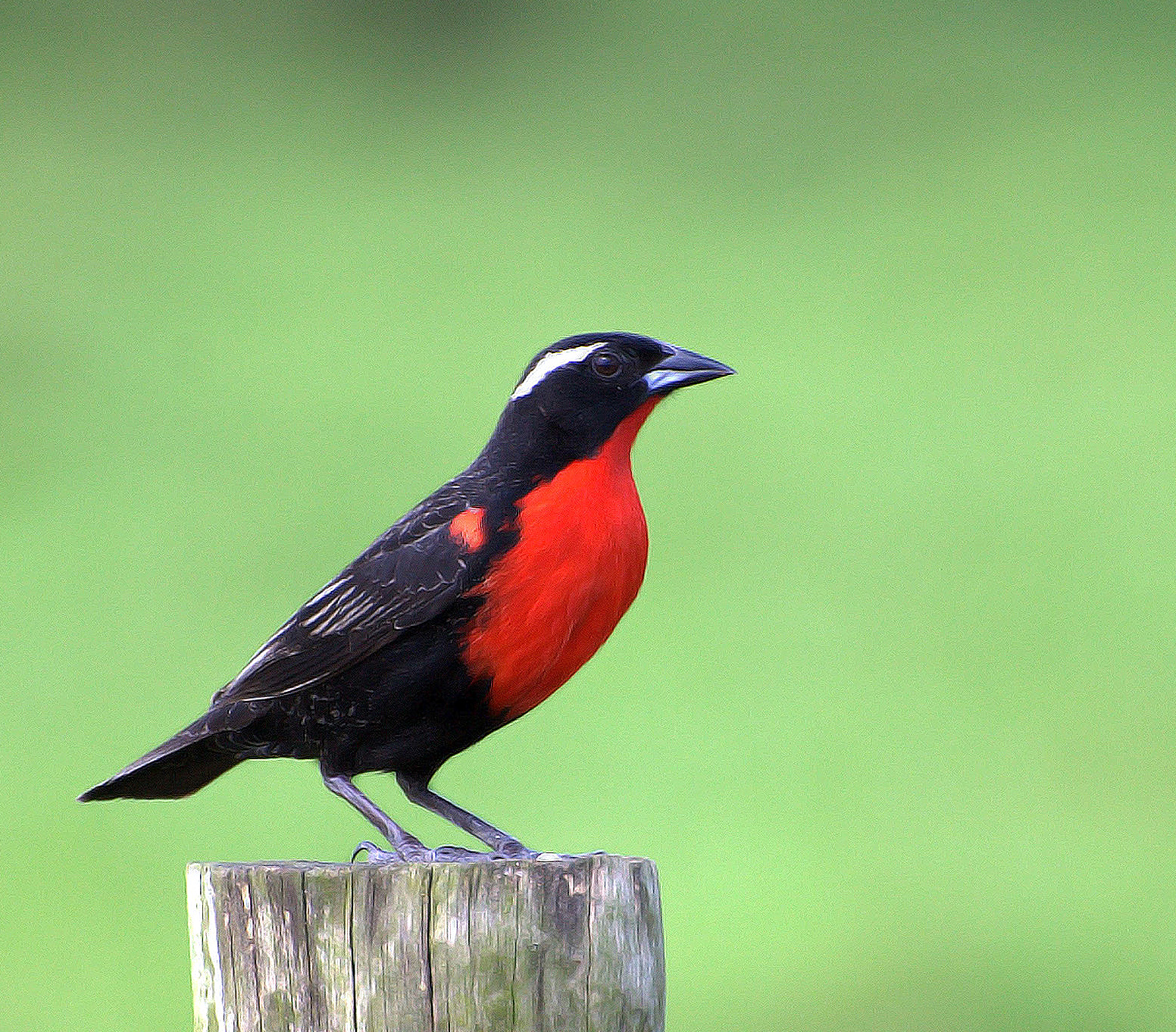
Leistes superciliaris

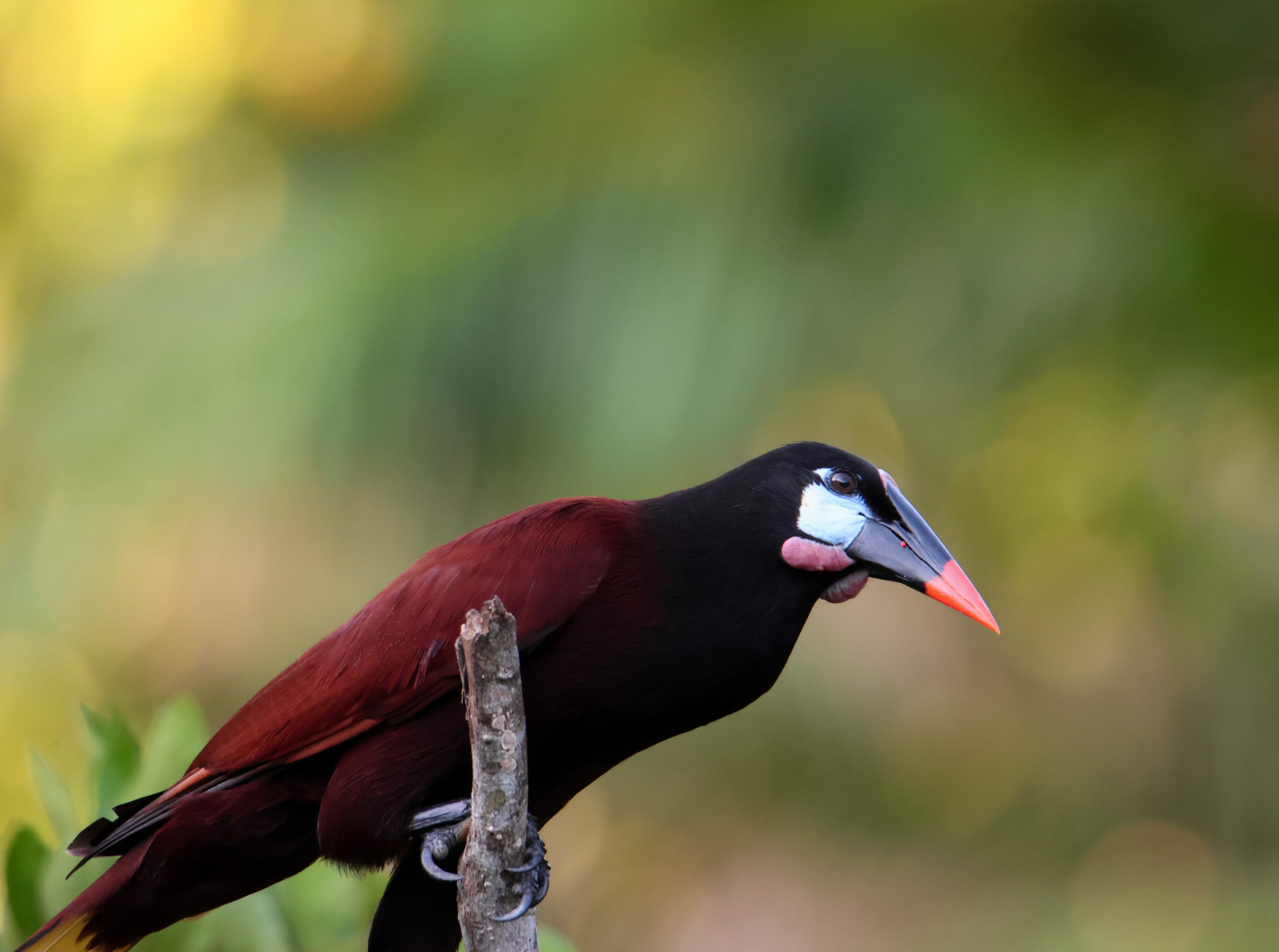
Psarocolius montezuma

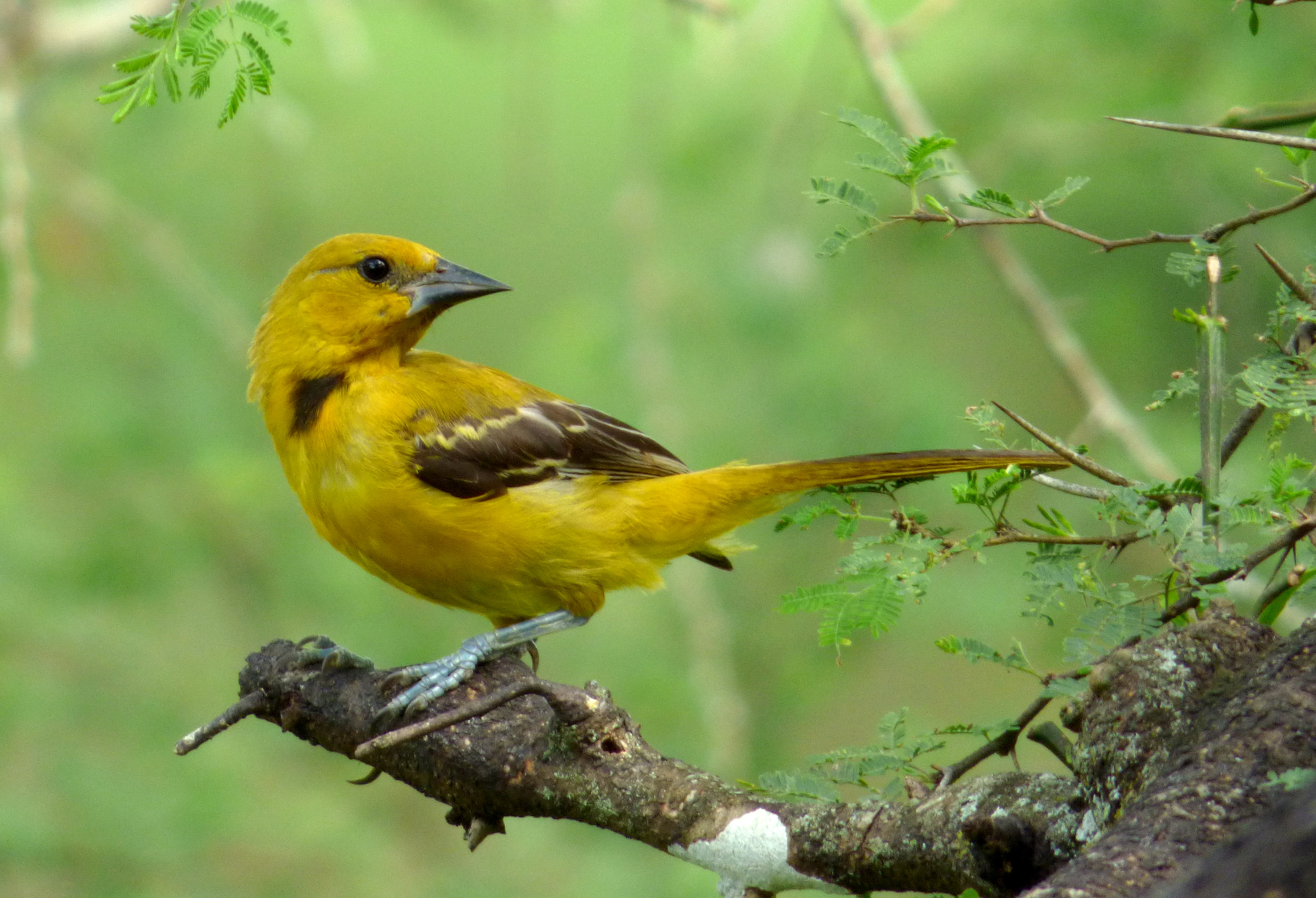
Icterus nigrogularis

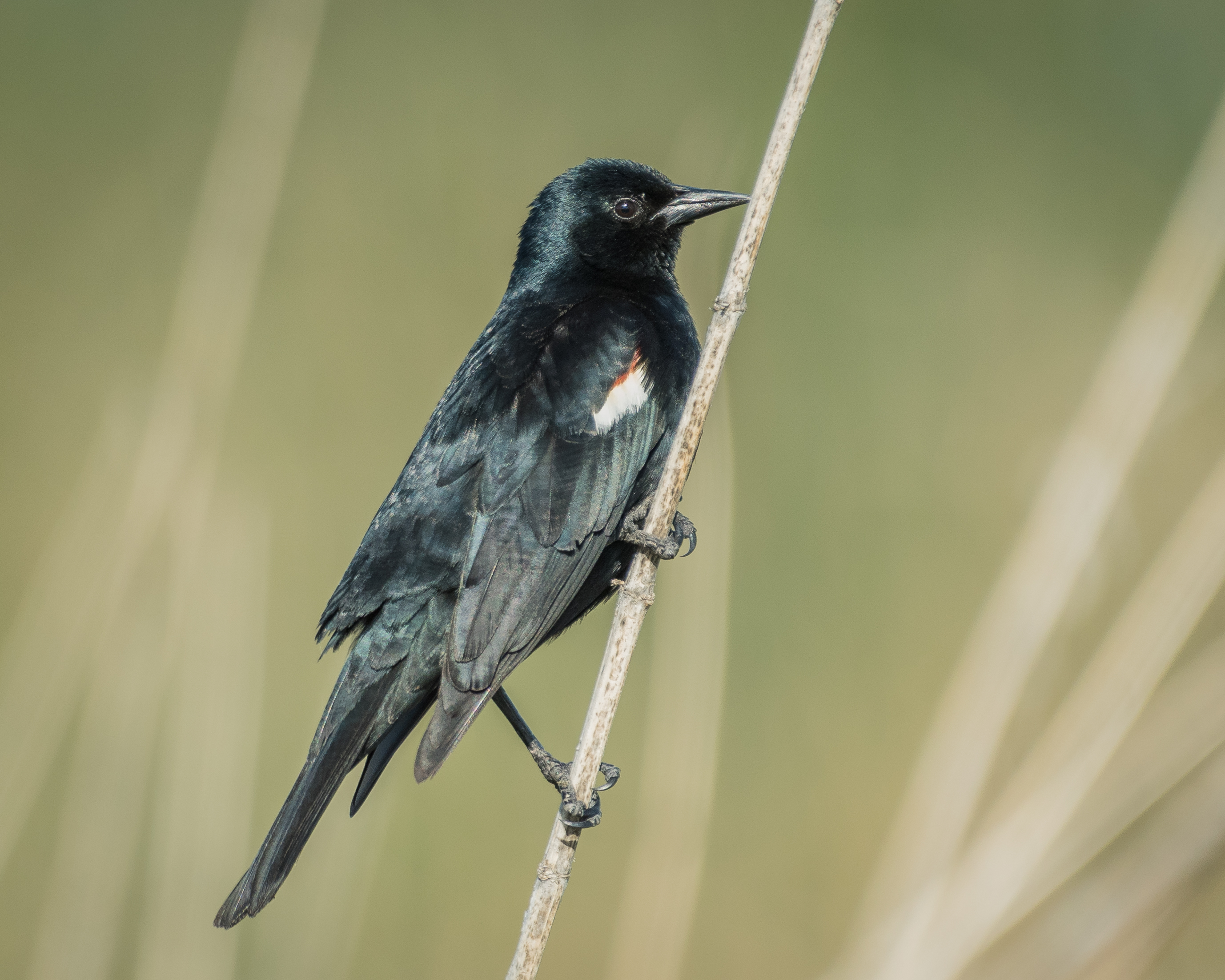
Agelaius tricolor

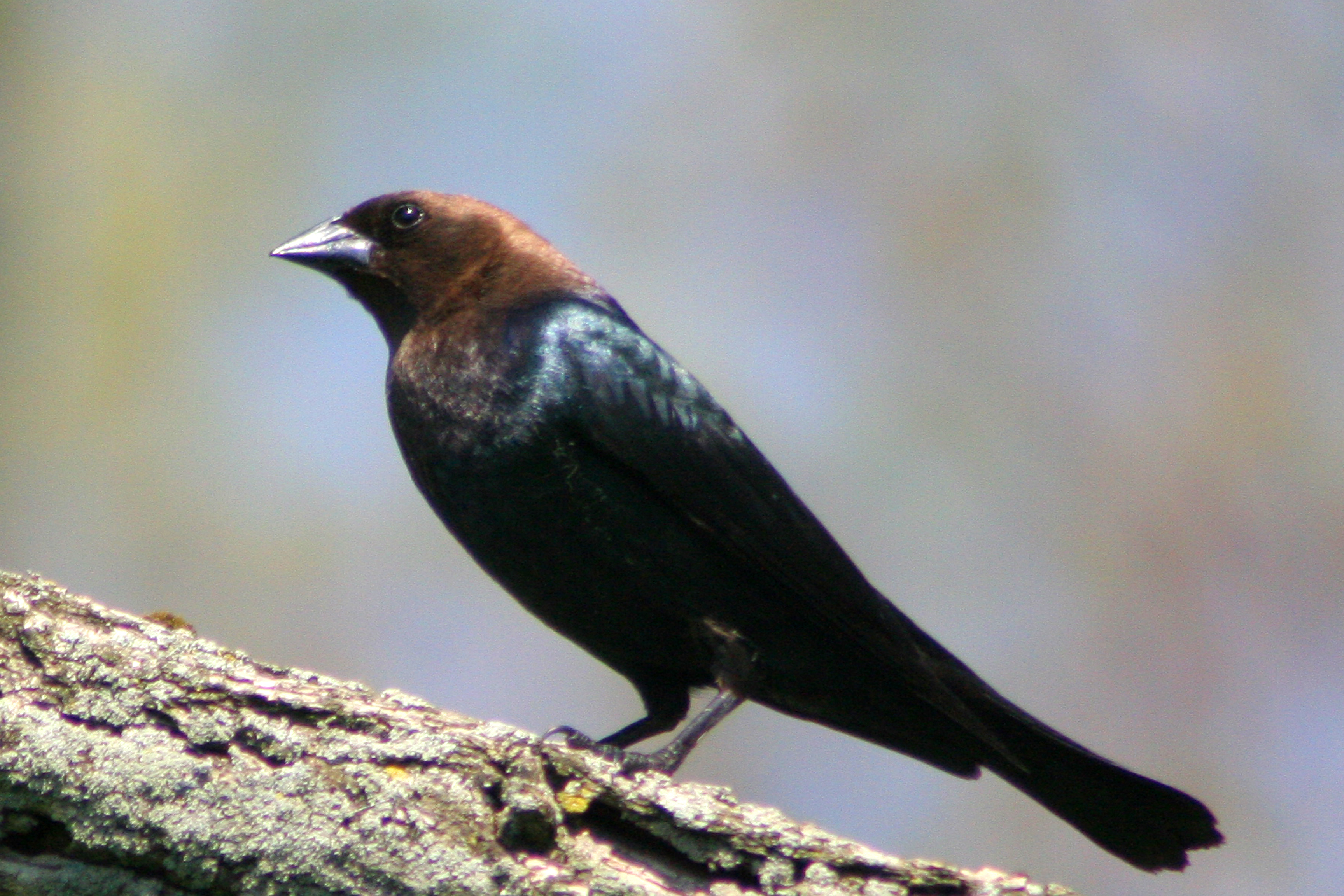
Molothrus ater

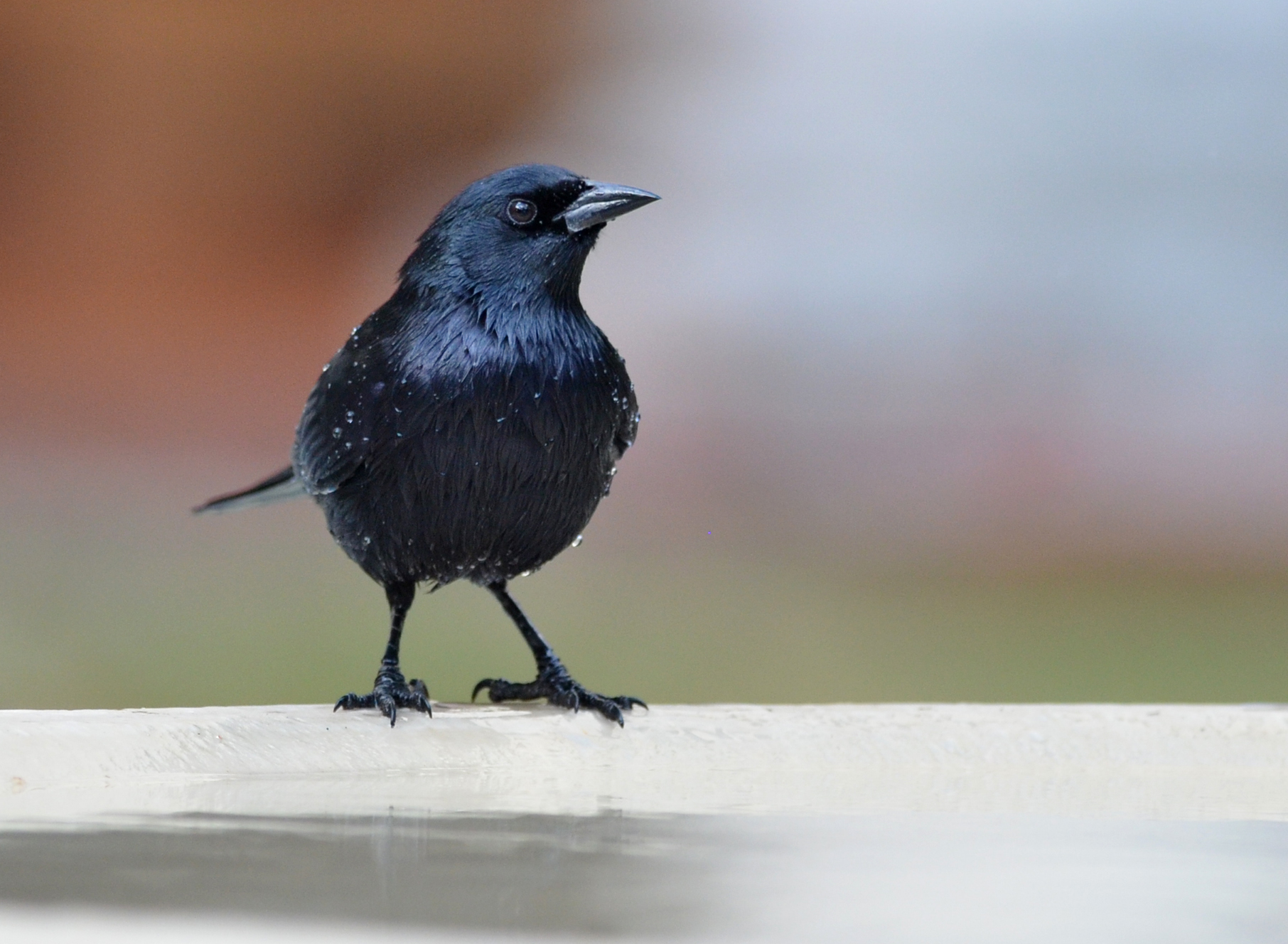
Dives atroviolaceus

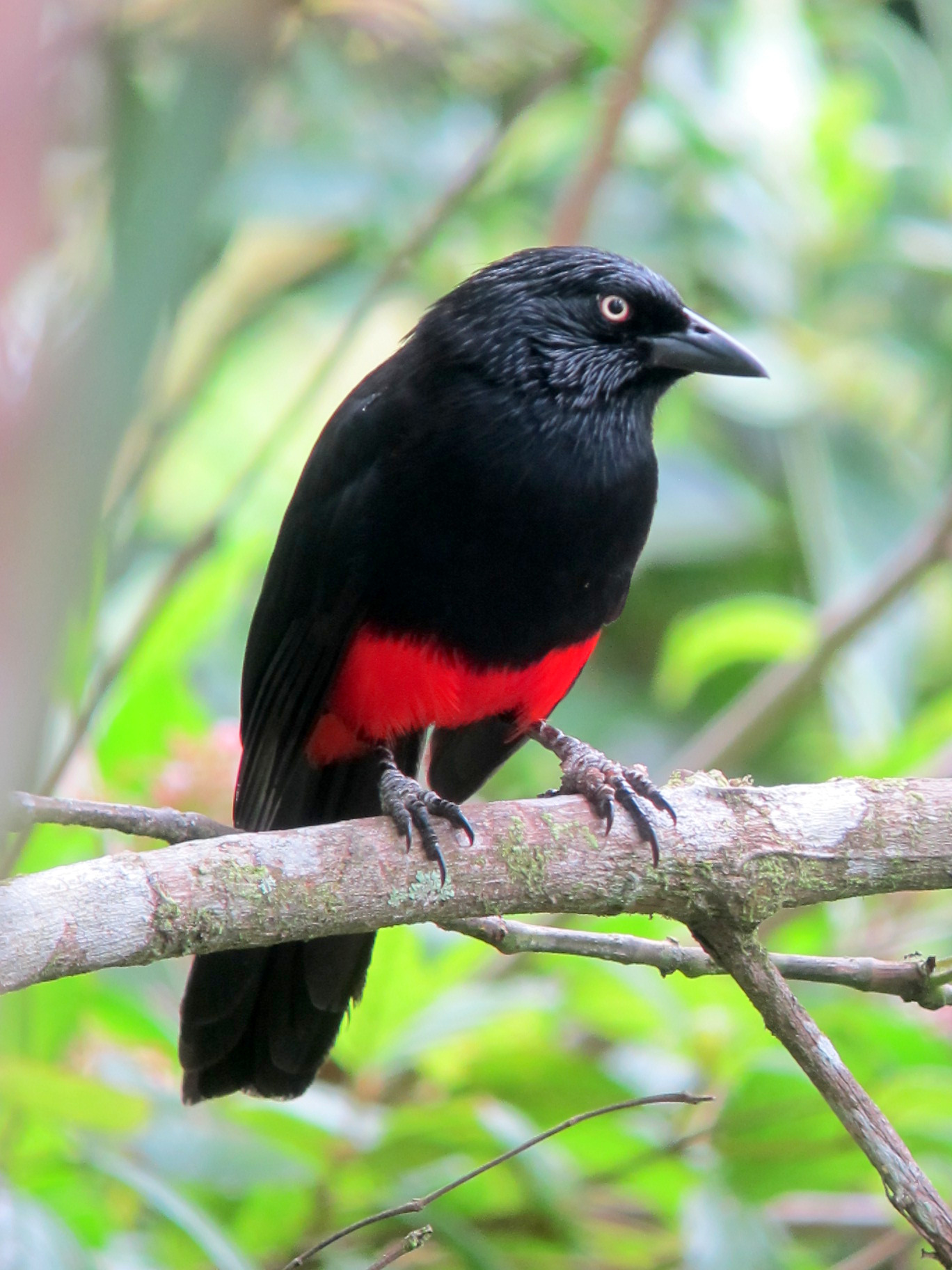
Hypopyrrhus pyrohypogaster

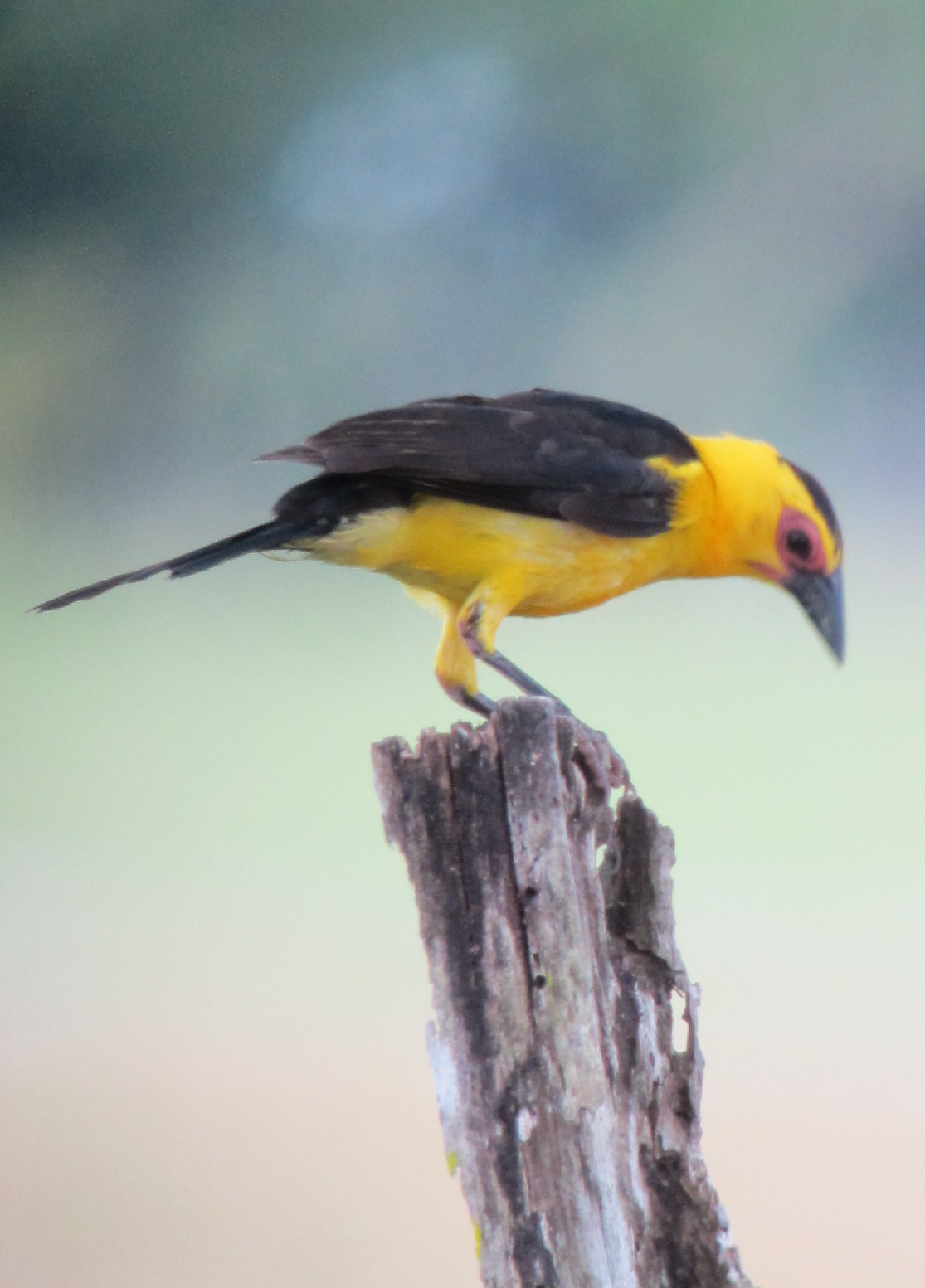
Gymnomystax mexicanus

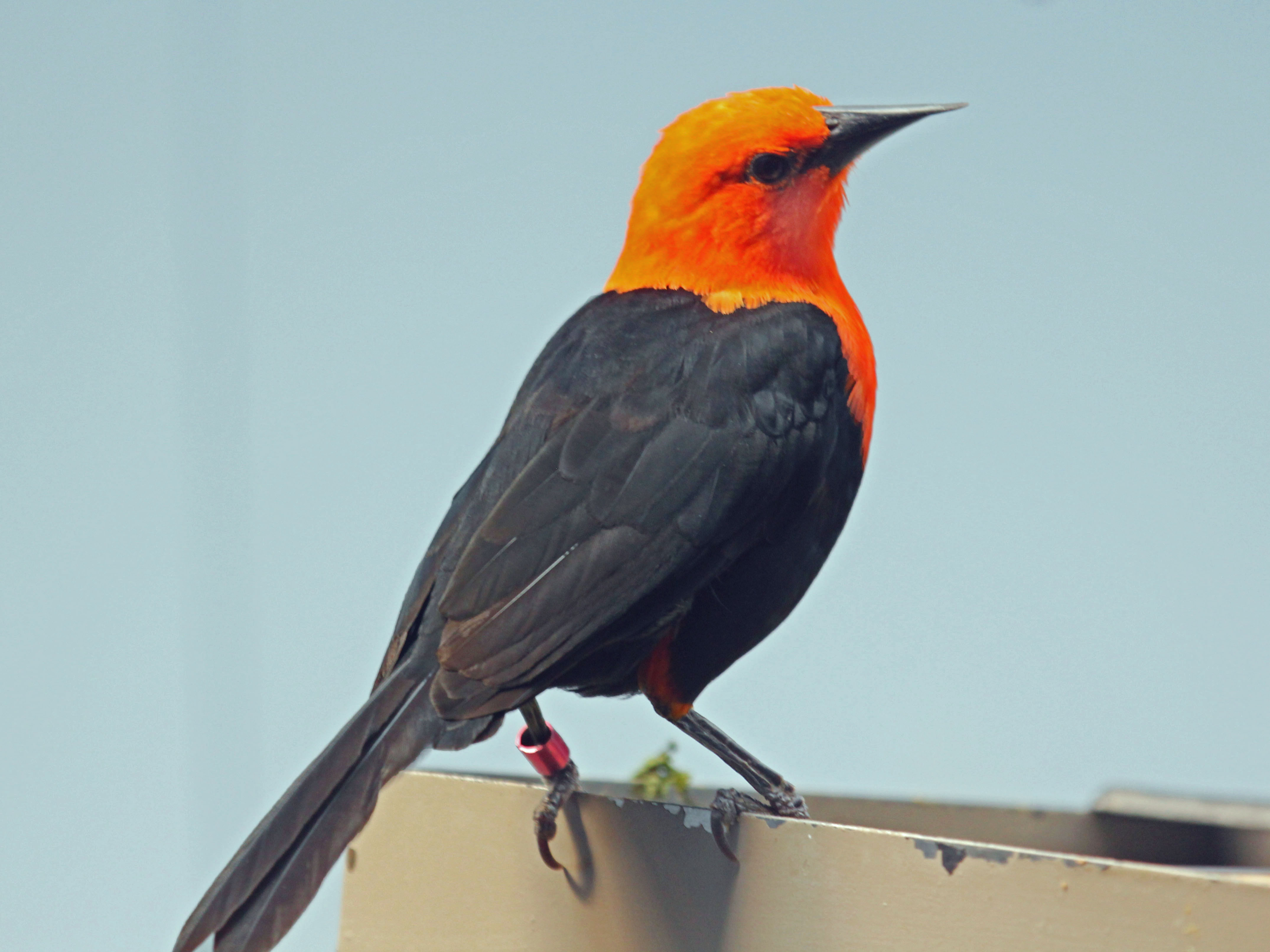
Amblyramphus holosericeus

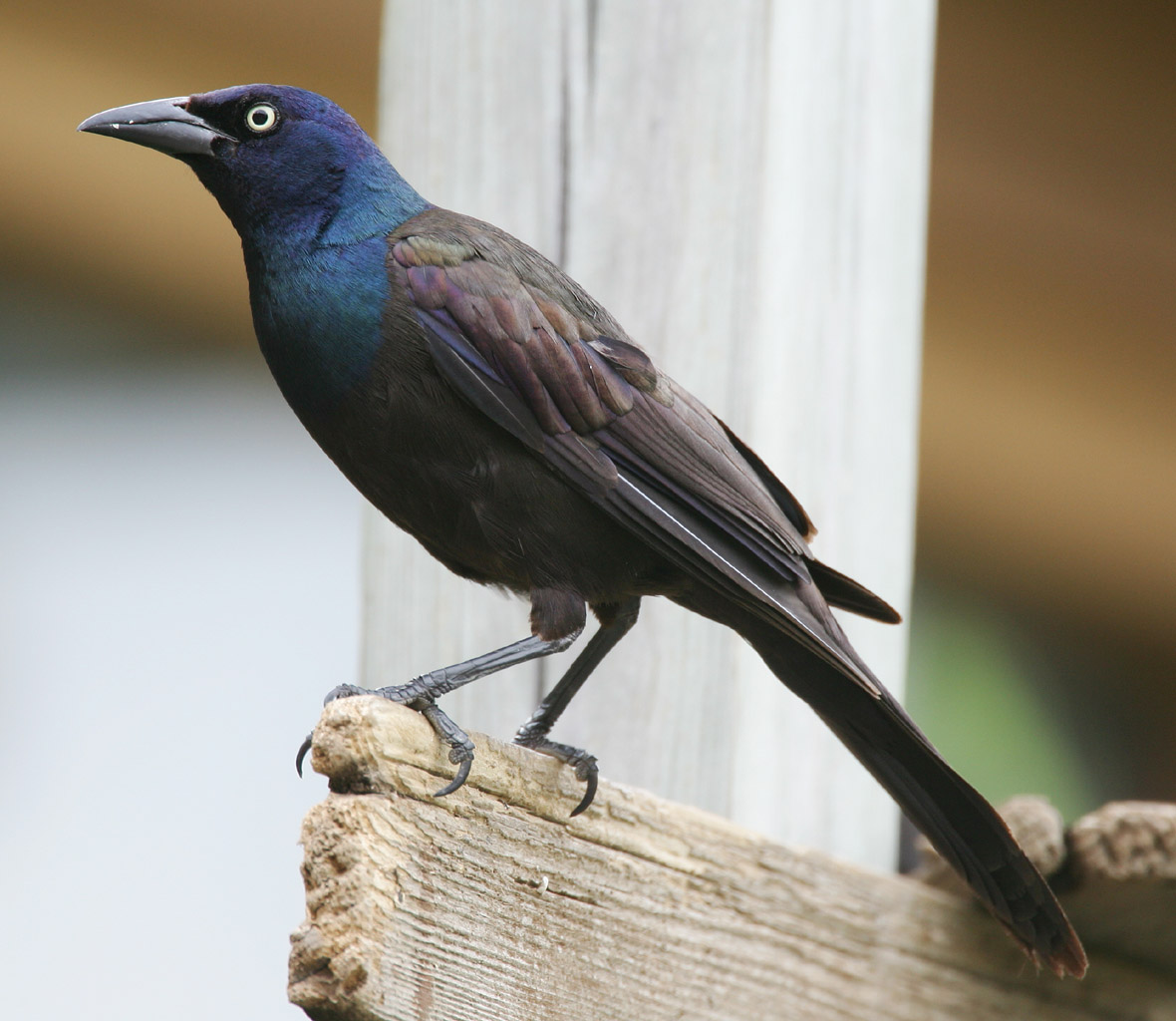
Quiscalus quiscula

Familia conține 108 specii și este împărțită în 30 de genuri.
- Genul Xanthocephalus
  - Xanthocephalus xanthocephalus
- Genul Dolichonyx
  - Dolichonyx oryzivorus
- Genul Sturnella
  - Sturnella neglecta
  - Sturnella magna
  - Sturnella lilianae
- Genul Leistes
  - Leistes militaris
  - Leistes superciliaris
  - Leistes bellicosus
  - Leistes loyca
  - Leistes defilippii
- Genul Amblycercus
  - Amblycercus holosericeus
- Genul Cassiculus
  - Cassiculus melanicterus
- Genul Psarocolius
  - Psarocolius wagleri
  - Psarocolius angustifrons
  - Psarocolius atrovirens
  - Psarocolius decumanus
  - Psarocolius viridis
  - Psarocolius bifasciatus
  - Psarocolius montezuma
  - Psarocolius guatimozinus
  - Psarocolius cassini
- Genul Cacicus
  - Cacicus solitarius
  - Cacicus chrysopterus
  - Cacicus koepckeae
  - Cacicus sclateri
  - Cacicus cela
  - Cacicus microrhynchus
  - Cacicus uropygialis
  - Cacicus chrysonotus
  - Cacicus latirostris
  - Cacicus oseryi
  - Cacicus haemorrhous
- Genul Icterus
  - Icterus abeillei
  - Icterus auratus
  - Icterus bonana
  - Icterus bullockii
  - Icterus cayanensis
  - Icterus chrysater
  - Icterus chrysocephalus
  - Icterus cucullatus
  - Icterus dominicensis
  - Icterus galbula
  - Icterus graceannae
  - Icterus graduacauda
  - Icterus gularis
  - Icterus icterus
  - Icterus laudabilis
  - Icterus leucopteryx
  - Icterus maculialatus
  - Icterus mesomelas
  - Icterus nigrogularis
  - Icterus oberi
  - Icterus parisorum
  - Icterus pectoralis
  - Icterus prosthemelas
  - Icterus pustulatus
  - Icterus spurius
  - Icterus wagleri
- Genul Nesopsar
  - Nesopsar nigerrimus
- Genul Agelaius
  - Agelaius xanthomus
  - Agelaius humeralis
  - Agelaius tricolor
  - Agelaius phoeniceus
  - Agelaius assimilis
- Genul Molothrus
  - Molothrus rufoaxillaris
  - Molothrus oryzivorus
  - Molothrus bonariensis
  - Molothrus aeneus
  - Molothrus armenti
  - Molothrus ater
- Genul Dives
  - Dives warczewiczi
  - Dives dives
- Genul Ptiloxena
  - Ptiloxena atroviolacea
- Genul Euphagus
  - Euphagus carolinus
  - Euphagus cyanocephalus
- Genul Quiscalus
  - Quiscalus quiscula
  - Quiscalus nicaraguensis
  - Quiscalus lugubris
  - Quiscalus niger
  - Quiscalus major
  - Quiscalus mexicanus
  - Quiscalus palustris
- Genul Hypopyrrhus
  - Hypopyrrhus pyrohypogaster
- Genul Lampropsar
  - Lampropsar tanagrinus
- Genul Gymnomystax
  - Gymnomystax mexicanus
- Genul Macroagelaius
  - Macroagelaius subalaris
  - Macroagelaius imthurni
- Genul Curaeus
  - Curaeus curaeus
- Genul Amblyramphus
  - Amblyramphus holosericeus
- Genul Anumara
  - Anumara forbesi
- Genul Gnorimopsar
  - Gnorimopsar chopi
- Genul Oreopsar
  - Oreopsar bolivianus
- Genul Agelaioides
  - Agelaioides badius
  - Agelaioides fringillarius
- Genul Agelasticus
  - Agelasticus thilius
  - Agelasticus xanthophthalmus
  - Agelasticus cyanopus
- Genul Chrysomus
  - Chrysomus ruficapillus
  - Chrysomus icterocephalus
- Genul Xanthopsar
  - Xanthopsar flavus
- Genul Pseudoleistes
  - Pseudoleistes virescens
  - Pseudoleistes guirahuro